# 亨利县 (肯塔基州)
亨利縣（英語：Henry County）是美國肯塔基州北部的一個縣。面積754平方公里。根據美國2000年人口普查，共有人口15,060人。縣治紐卡斯爾 (New Castle)。
成立於1799年6月1日。縣名紀念美國開國元勳、美國獨立後首任維吉尼亞州州長派屈克·亨利 (Patrick Henry)。
38°28′N 85°07′W / 38.46°N 85.12°W